# Wuyang

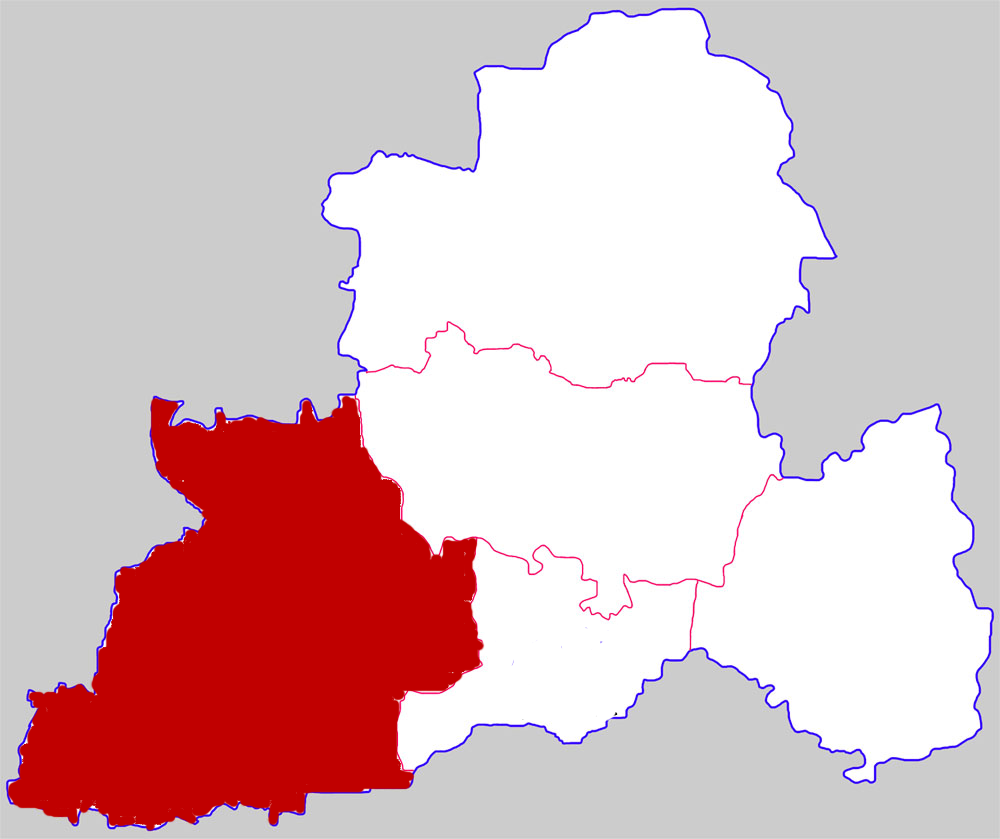
Die Lage von Wuyang

Wuyang (chinesisch 舞陽縣 / 舞阳县, Pinyin Wǔyáng Xiàn) ist ein Kreis in der Provinz Henan der Volksrepublik China, der zum Verwaltungsgebiet der bezirksfreien Stadt Luohe gehört. Wuyang hat eine Fläche von 776 km² und 563.800 Einwohner (Stand: Ende 2018). Sein Hauptort ist die Großgemeinde Wuquan (舞泉鎮 / 舞泉镇).
Die neolithische Jiahu-Stätte (chinesisch 賈湖遺址 / 贾湖遗址, Pinyin Jiǎhú Yízhǐ) der Peiligang-Kultur steht seit 2001 auf der Liste der Denkmäler der Volksrepublik China (5-65).